# Веэренни
Ве́эренни (эст. Veerenni — «Жело́бный») — микрорайон в районе Кесклинн города Таллина, столицы Эстонии. Сформировался вокруг одноимённой улицы, ведущей свою официальную историю с 1876 года.

## География

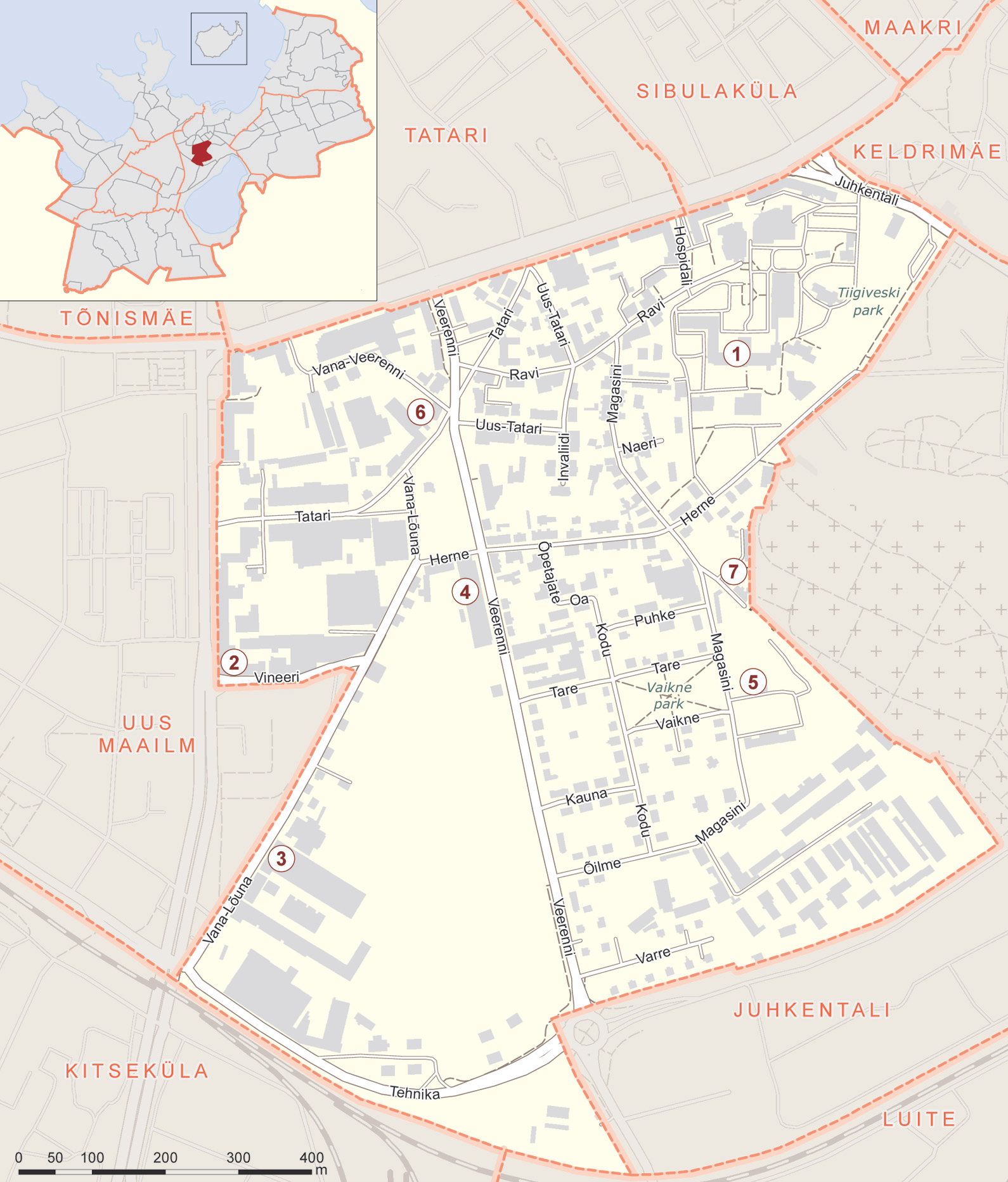
Карта микрорайона Веэренни

Расположен в центральной части Таллина. Граничит с микрорайонами Китсекюла, Луйте, Юхкентали, Келдримяэ, Сибулакюла, Татари и Уус-Мааильм. Площадь — 0,92 км². Плотность населения на 1 января 2023 года — 5010,9 чел/км².  В микрорайоне расположены парки Коду и Тийгивески.

## Улицы
По микрорайону Веэренни проходят следующие улицы: Вайкне, Вана-Веэренни, Вана-Лыуна, Варре, Веэренни, Винеэри, Инвалийди, Кауна, Коду, Магазини, Татари, Уус-Татари, Ыпетаяте, Оа, Пухке, Таре, Техника, Тёэкоя, Пилле, Тийу, Херне, Хоспидали. На севере микрорайон граничит с улицей Лийвалайа, на западе большую часть микрорайона ограничивает Пярнуское шоссе.

## Население
| Численность населения микрорайона Веэренни на 1 января по данным Регистра народонаселения | Численность населения микрорайона Веэренни на 1 января по данным Регистра народонаселения | Численность населения микрорайона Веэренни на 1 января по данным Регистра народонаселения | Численность населения микрорайона Веэренни на 1 января по данным Регистра народонаселения | Численность населения микрорайона Веэренни на 1 января по данным Регистра народонаселения | Численность населения микрорайона Веэренни на 1 января по данным Регистра народонаселения | Численность населения микрорайона Веэренни на 1 января по данным Регистра народонаселения | Численность населения микрорайона Веэренни на 1 января по данным Регистра народонаселения | Численность населения микрорайона Веэренни на 1 января по данным Регистра народонаселения | Численность населения микрорайона Веэренни на 1 января по данным Регистра народонаселения | Численность населения микрорайона Веэренни на 1 января по данным Регистра народонаселения | Численность населения микрорайона Веэренни на 1 января по данным Регистра народонаселения | Численность населения микрорайона Веэренни на 1 января по данным Регистра народонаселения | Численность населения микрорайона Веэренни на 1 января по данным Регистра народонаселения | Численность населения микрорайона Веэренни на 1 января по данным Регистра народонаселения |
| 2008                                                                                      | 2010                                                                                      | 2011                                                                                      | 2012                                                                                      | 2013                                                                                      | 2014                                                                                      | 2015                                                                                      | 2016                                                                                      | 2017                                                                                      | 2018                                                                                      | 2019                                                                                      | 2020                                                                                      | 2021                                                                                      | 2022                                                                                      | 2023                                                                                      |
| ----------------------------------------------------------------------------------------- | ----------------------------------------------------------------------------------------- | ----------------------------------------------------------------------------------------- | ----------------------------------------------------------------------------------------- | ----------------------------------------------------------------------------------------- | ----------------------------------------------------------------------------------------- | ----------------------------------------------------------------------------------------- | ----------------------------------------------------------------------------------------- | ----------------------------------------------------------------------------------------- | ----------------------------------------------------------------------------------------- | ----------------------------------------------------------------------------------------- | ----------------------------------------------------------------------------------------- | ----------------------------------------------------------------------------------------- | ----------------------------------------------------------------------------------------- | ----------------------------------------------------------------------------------------- |
| 3198                                                                                      | ↗3240                                                                                     | ↗3424                                                                                     | ↗3446                                                                                     | ↗3576                                                                                     | ↗3769                                                                                     | ↗3844                                                                                     | ↗3923                                                                                     | ↗4077                                                                                     | ↗4208                                                                                     | ↘3953                                                                                     | ↗4000                                                                                     | ↗4197                                                                                     | ↗4373                                                                                     | ↗4610                                                                                     |

## Учреждения и предприятия
- Ravi tn 18 — Главное здание Ида-Таллинской Центральной больницы[эст.], глазная клиника, женская клиника и пункт неотложной медицинской помощи[9];
- Pärnu mnt 57A — Таллинский политехникум[эст.][10];
- Tatari tn 51 — Департамент статистики Эстонии;
- Liivalaia tn 8 — контора банка Swedbank[11];
- Lõuna tn 41 — трамвайное депо Вана-Лыуна и Музей трамвая.

## Общественный транспорт
По микрорайону проходят городские автобусные маршруты № 3, 16, 28, 39 и 73.

## Галерея

Микрорайон Веэренни
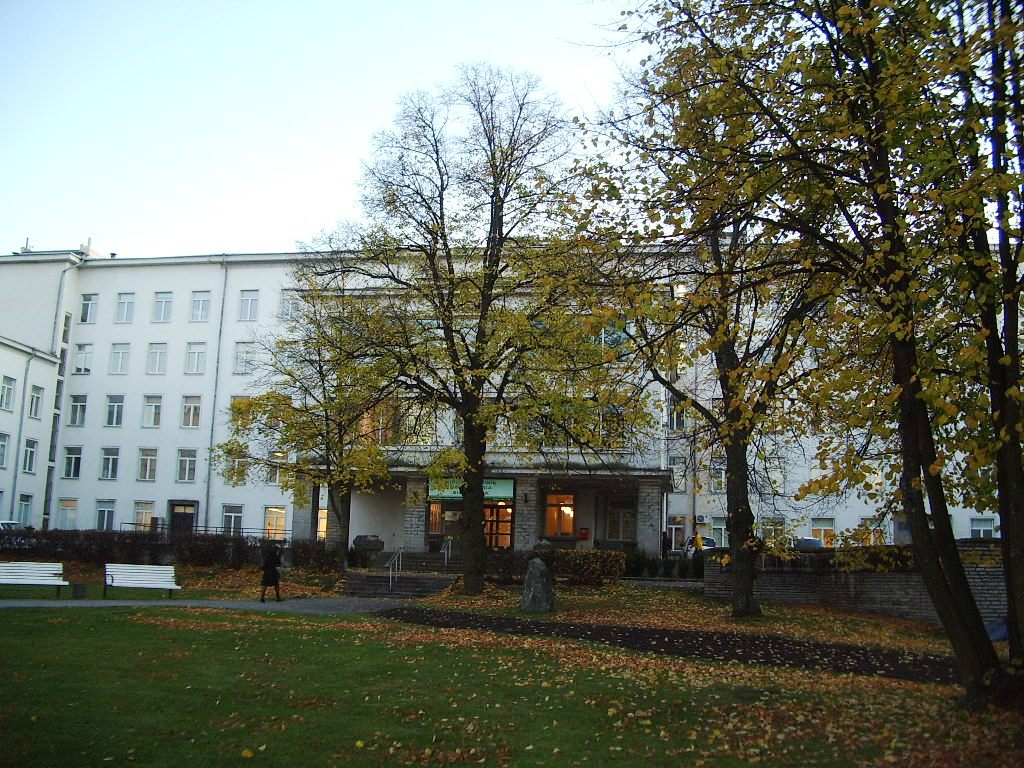
Главное здание Ида-Таллинской Центральной больницы
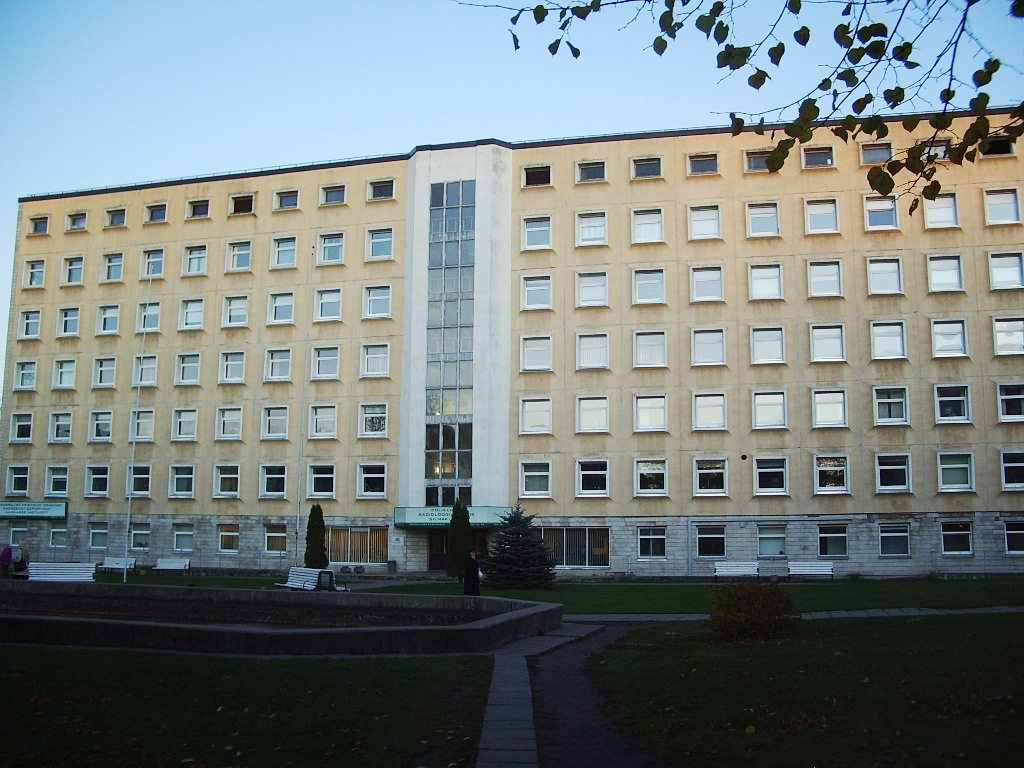
Глазная клиника на улице Рави
Улица Лийвалайа 24, бывшее здание Харьюского уездного суда
Здание банка Swedbank
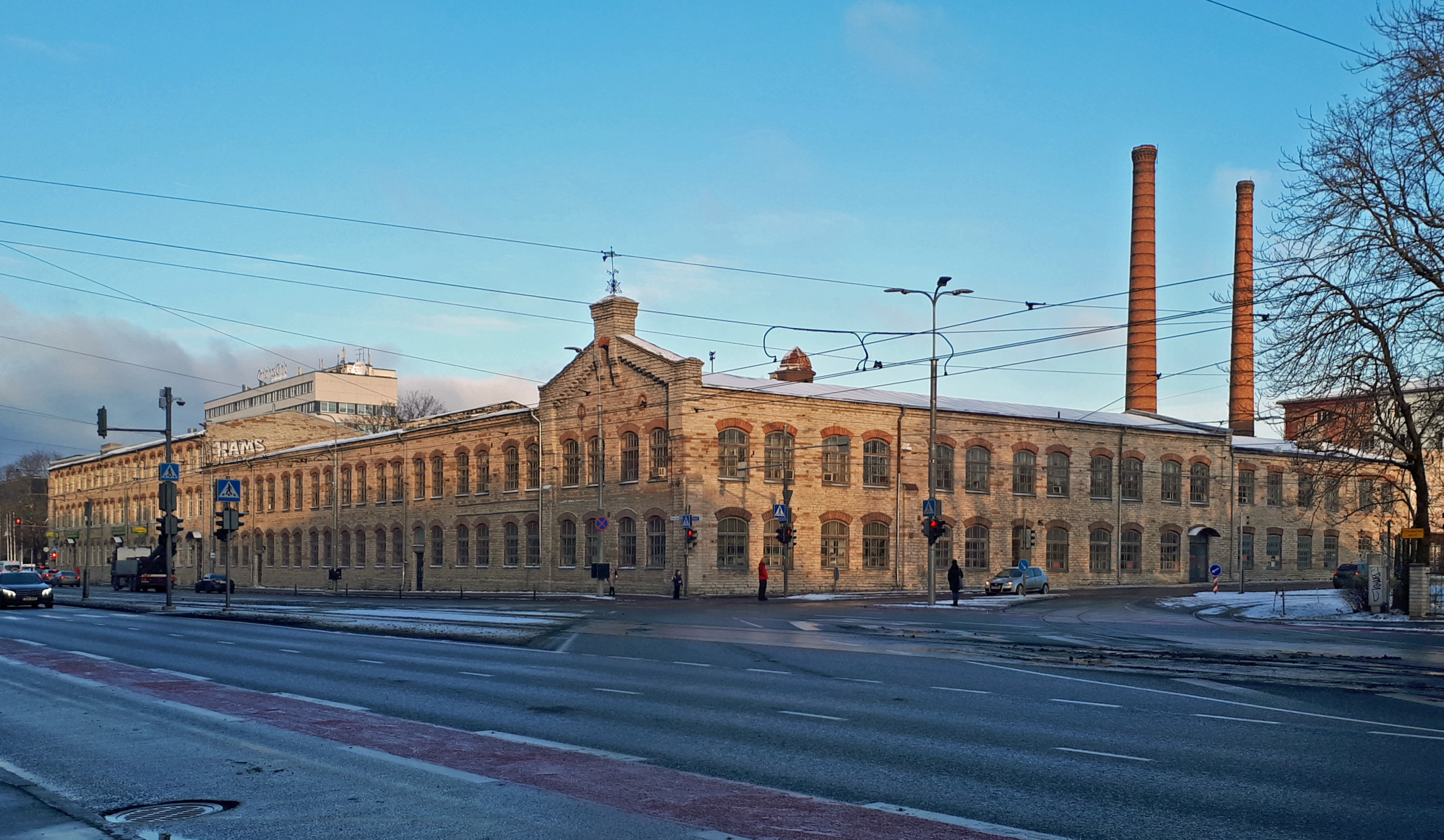
Здание бывшего фанерно-мебельного комбината
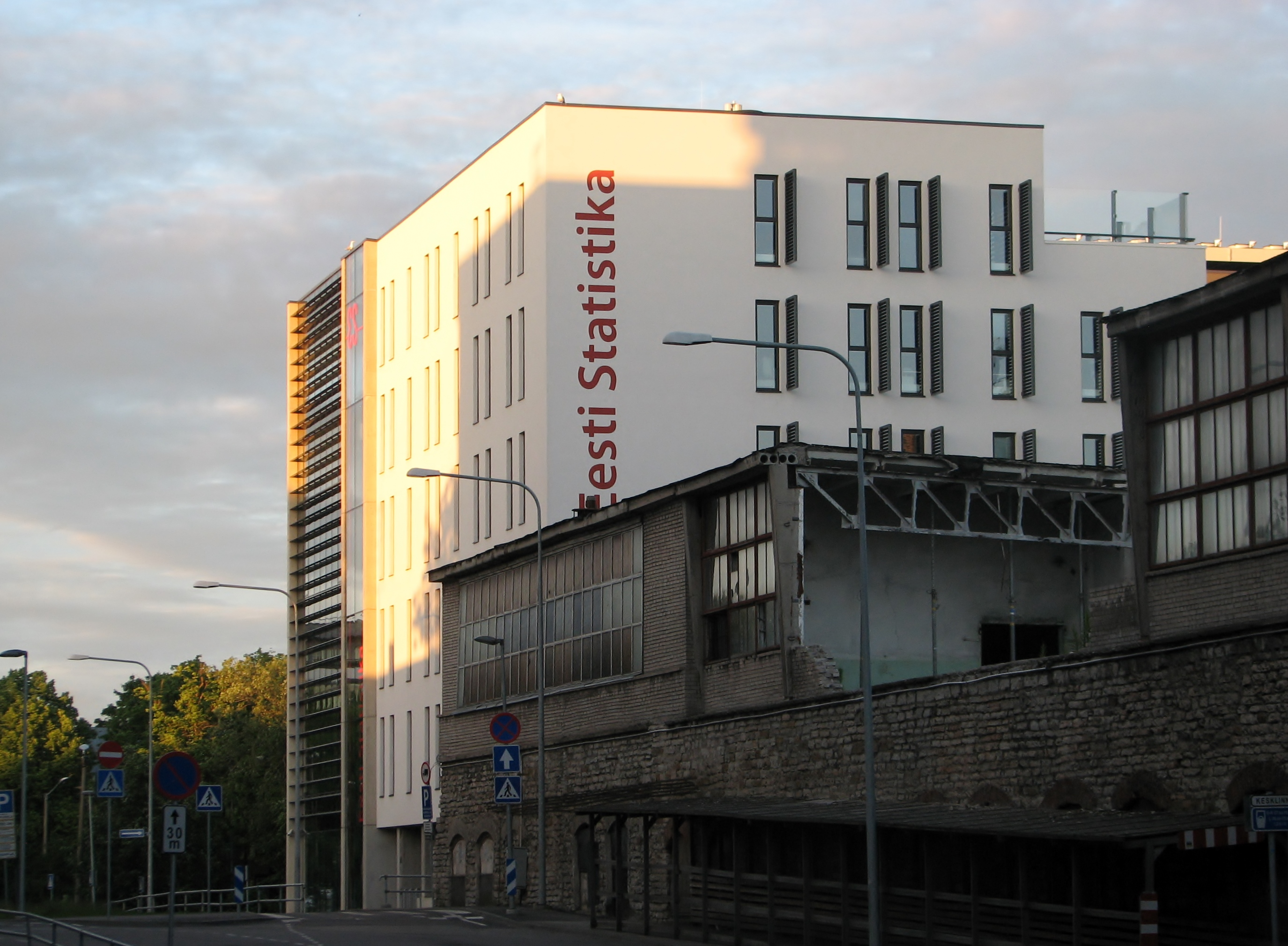
Департамент статистики Эстонии
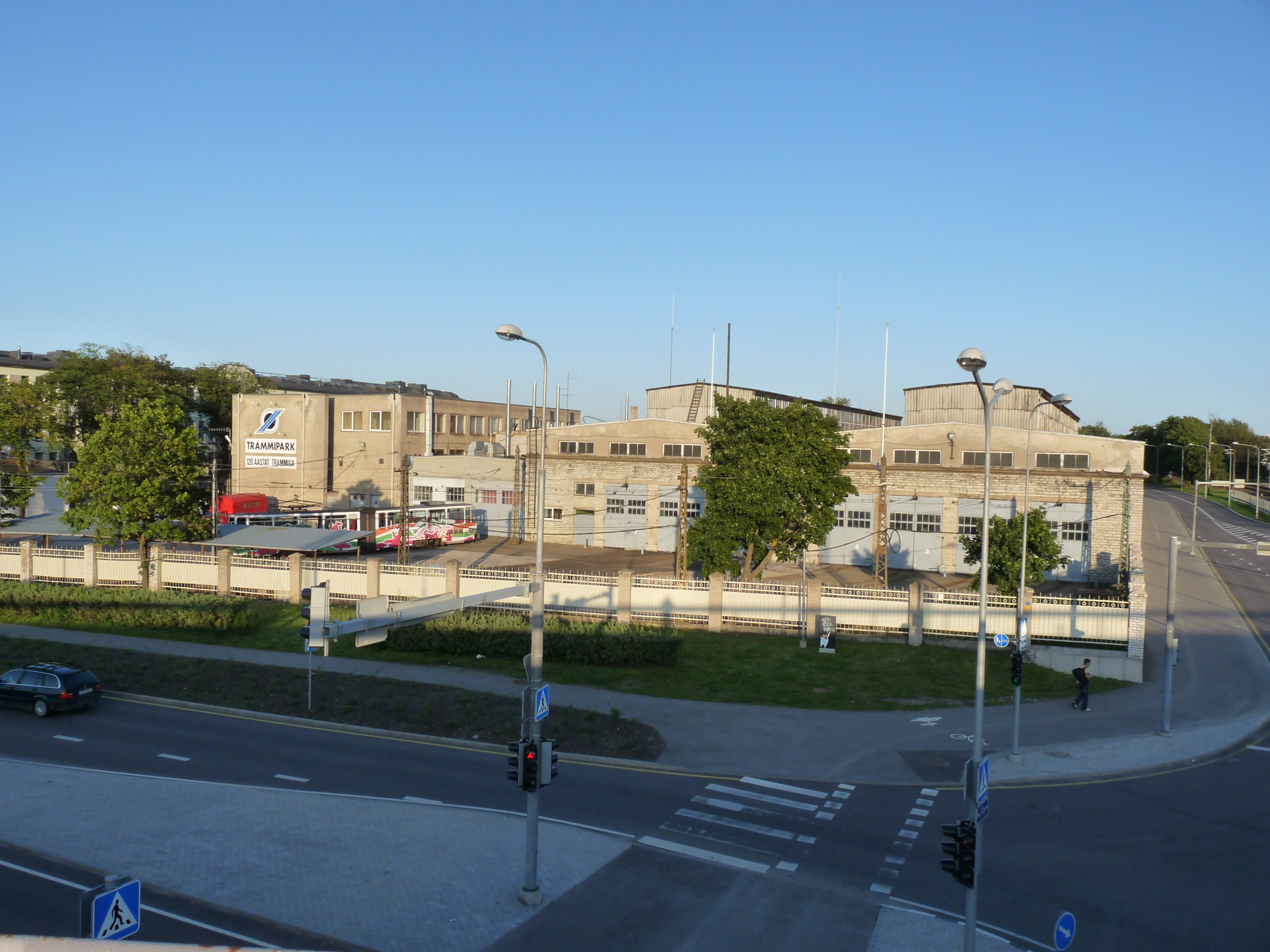
Трамвайное депо Вана-Лыуна
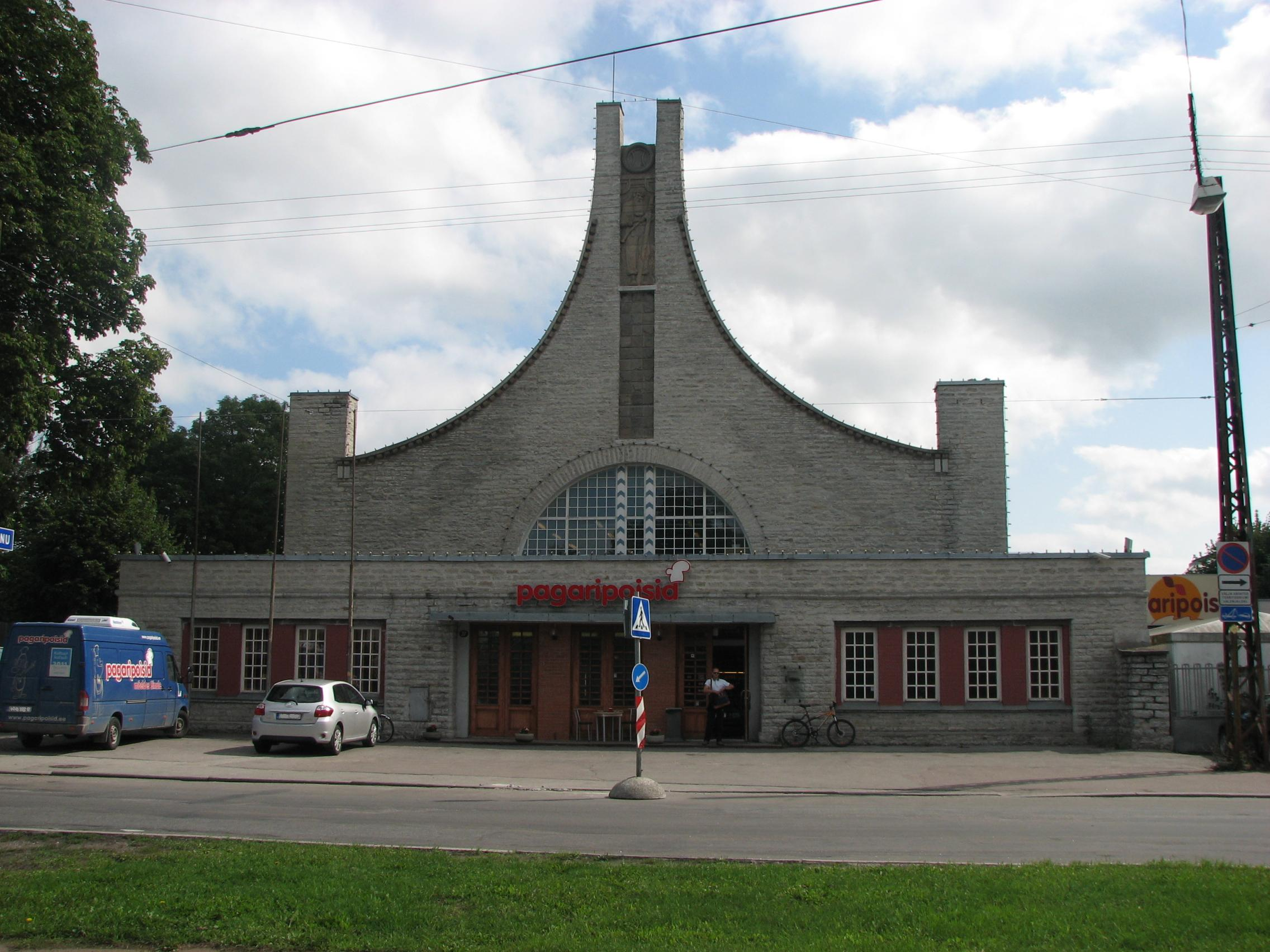
Бывший народный дом фабрики Лютера
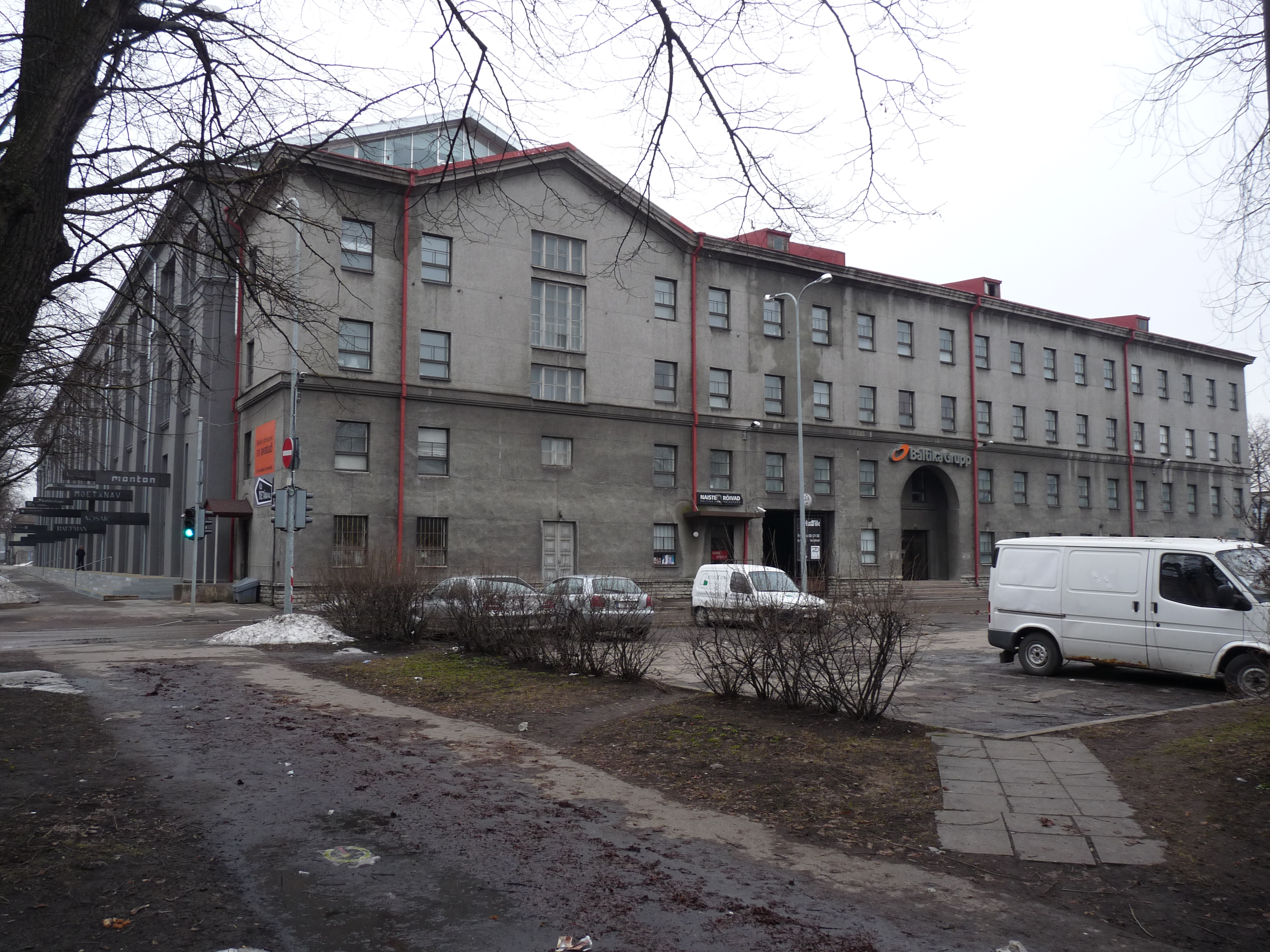
Один из магазинов и бывшая контора концерна «Baltika Group»
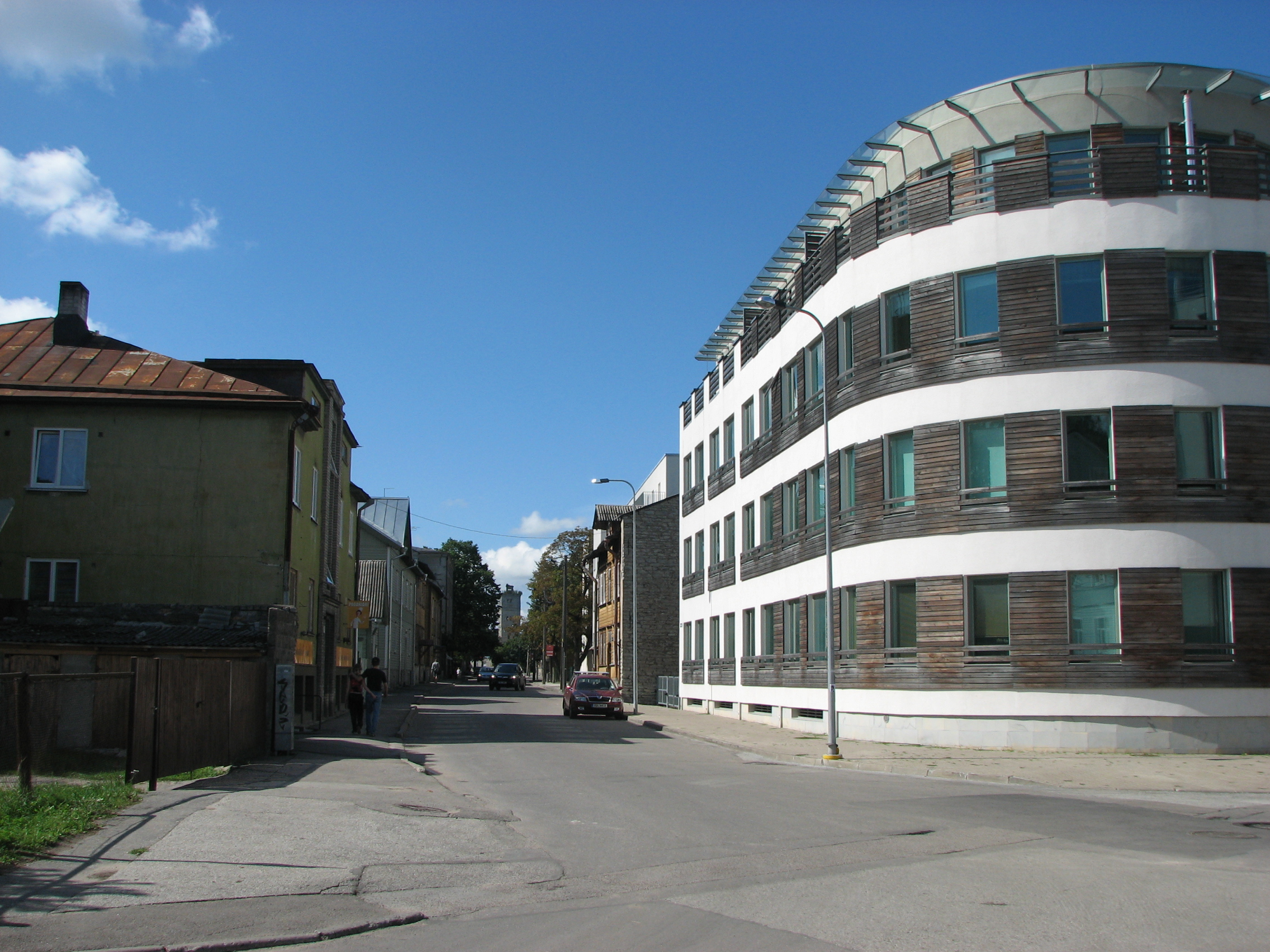
Улица Херне в 2011 году